# Krogmann Point
Krogmann Point är en udde i Antarktis. Den ligger i Västantarktis. Argentina, Chile och Storbritannien gör anspråk på området.
Terrängen inåt land är kuperad åt sydost, men åt nordväst är den platt. Havet är nära Krogmann Point åt nordväst. Trakten är glest befolkad. Närmaste befolkade plats är Vernadsky Station, 13,8 kilometer söder om Krogmann Point. 